# Tarquinio Merula
Tarquinio Merula (Busseto, 1594 o 1595 – 10 de desembre de 1665) fou un compositor, organista i violinista italià de l'època del Barroc.
Primerament fou mestre de capella de la catedral i organista de l'església de Santa Àgata de Cremona, càrrecs que desenvolupà fins al 1628, en què va ser cridat a la seva ciutat natal per desenvolupar les funcions de mestre de capella i organista de la catedral. Va pertànyer a la Societat filharmònica de Bolonya i va ser molt aficionat a abusar de les formes d'adornament, desterrant quasi de les seves composicions el contrapunt verdader per substituir-lo per un altre tan monòton com poc artístic.
Se li deuen: Motetti a due e tre voci (Venècia, 1626); Concerti spirituali (Venècia, 1626); Concerti spirituali, con alcune sonate, a 2, 3, 4, e 5 voci (Venècia, 1628); Messe e salmi a 2, 3, 4-12 voci (Venècia, 1631); Musiche concertate ed altri madrigali a 5 voci (Venècia, 1633-35); Canzoni (Venècia, 1637), Curzio precipitato, cantata burlesca (Venècia, 1638); Missa e salmi, Il Pegaso musicale, i Arpa Davidica, salmi e messes concertate a 3 e 4 voci (Venècia, 1640).
En les seves funcions de pedagog musical va tenir entre molts alumnes a G. B. Mazzaferrata.